# Mitnina
Mitnina je prometna pristojbina, ki se pobira od blaga na prehodu čez mitnico ali mitninsko postajo, ob prihodu v mesto ali odhodu iz njega ali ob prodaji na sejmu. Mitnina je posredni davek na porabo in od producenta do porabnika obdavčeno blago močno podraži, nastala je v srednjem veku, kasneje pa so jo nadomestile trošarine.
Pri mitninah oziroma sorodnih dajatvah je v srednjem veku davčno osnovo najprej predstavljala transportirana količina blaga, kasneje pa tudi tržna mitnina od vrednosti prodaje.  Pred pojavom sodobnega pobiranja davkov so države pobiranje takšnih davkov izvajale točkovno, to je na pomembnih strateških mestih, mostovih, prehodih in naselbinah, ob prehodu blaga prek mitnice. 
V 14. in 15. stoletju, ko so se krepili Habsburžani, so se na Slovenskem začele pojavljati mitninske tarife po vrstah blaga. Pobiranje mitnine je upadlo v času Marije Terezije, saj se je dohodke iz mitnin vladarica trudila nadomestiti z močno carinsko zaščito. Leta 1835 so v stari Avstriji velik del operativnega mitništva nadomestili z dohodarstveno oziroma pristojbinsko stražo, ki je kasneje postala del finančne straže. Ena od podoblik mitnine, ki je preživela do današnjih dni, je vezana na uporabo transportne poti in se imenuje cestnina.